# Medicintekniska produkter
Medicintekniska produkter innefattar produkter som används inom alla delar av hälso- och sjukvården, men också produkter som man inte omedelbart associerar till ord som medicinteknik. Exempel på medicintekniska produkter är sprutor, kontaktlinsprodukter, kanyler, infusionsaggregat och pumpar för läkemedelstillförsel.
Medicintekniska produkter är produkter som används för att: 
- påvisa, förebygga, övervaka, behandla eller lindra en sjukdom,
- påvisa, övervaka, behandla, lindra eller kompensera en skada eller ett funktionshinder,
- undersöka, ändra eller ersätta anatomi eller en fysiologisk process,
- kontrollera befruktning.

Medicintekniska produkter skall vara CE-märkta vilket innebär att föreskrifternas krav uppfylls. 
Definitionen för medicintekniska produkter liknar i mycket den för läkemedel och det gör att det kan uppstå svårigheter vid gränsdragningen. I huvudsak används produktens verkningsmekanism för att avgöra gränsen, det vill säga om produktens huvudsakliga verkan uppnås genom dess farmakologiska, immunologiska eller metaboliska verkan betraktas produkten inte som en medicinteknisk produkt.
I Sverige är Läkemedelsverket tillsynsmyndighet för medicintekniska produkter.